# エピスコパル・ハイスクール
エピスコパル･ハイスクール（英:Episcopal High School）はアメリカ合衆国バージニア州アレクサンドリアにある共学の私立高校（ボーディングスクール）。略称はEHS。400人少々の生徒により構成されている。キャンパスの敷地は52万6000平方メートル。モットーはFortiter, Fideliter, Feliciter(強く、忠実に、喜びと共に)であり、スクールカラーはマルーンと黒。1839年に男子校として設立され、1991年に共学化された。独立戦争中、Union陸軍の病院として使用された際、一時的に閉校された。
ウッドベリー･フォーレスト･スクール（英:Woodberry Forest School）とはライバル関係にあり、1901年から続くザ・ゲーム(英:The Game)というアメリカンフットボールの大会が毎年施行されている。
エピスコパル・ハイスクールはアメリカ南部の中でも有数の資産家や名家の子孫たちが在籍することで有名である。また、外国人生徒の在籍率は7%と他のボーディングスクールに比べ極端に少ない。
寄付金は2億3000万ドルであり、これは南部の学校の中では2番目に多い。

## 道徳規約（オナーコード）
道徳規約をアメリカ合衆国において最初に設立した学校として知られており、道徳規約はキャンパス内において厳しく守られている。内容は以下のとおり：
- I will not lie.　(嘘をつきません。)
- I will not cheat.　(カンニングしません。)
- I will not steal.　（盗みをしません。)
- I will report the student who does.　(以上の条件を満たさないものは道徳委員会に報告します。)

## 大学進学
デューク大学、ヴァージニア大学、ジョージタウン大学、ヴァンダービルト大学、ノースカロライナ州立大学チャペルヒル校への進学者が特に多く、アイヴィーリーグへの進学者も多い。生徒たちは南部の超一流大学に進む傾向が強い。

## 卒業生
- ガストン・カパートン　カレッジボードの総責任者・元ウェストバージニア州知事
- ジョン・マケイン　アリゾナ州上院議員・大統領選挙候補者
- ジュリアン・ロバートソン　財政家
- バージニアス・ダブニー　1948年ピューリッツァー賞受賞者
- ポール・デポデスタ　ロサンゼルス・ドジャース総支配人